# 霍布斯嶺
77°53′S 163°58′E / 77.883°S 163.967°E
霍布斯嶺（英語：Hobbs Ridge）是南極洲的山嶺，位於維多利亞地的斯科特海岸，北面以霍布斯冰川為限，命名取自霍布斯冰川，現時由南極條約體系管理。